# Шан (Об)
Шан (фр. Channes) је насељено место у Француској у региону Шампањ-Арден, у департману Об.
По подацима из 2011. године у општини је живело 121 становника, а густина насељености је износила 8,49 становника/km².

## Демографија
| 1962. | 1968. | 1975. | 1982. | 1990. | 2011. |
| ----- | ----- | ----- | ----- | ----- | ----- |
| 200   | 180   | 178   | 166   | 148   | 121   |